# Liste der Biografien/Sanb
Liste der Biografien |
Portal Biografien |
Personensuche
# |
A |
B |
C |
D |
E |
F |
G |
H |
I |
J |
K |
L |
M |
N |
O |
P |
Q |
R |
S |
T |
U |
V |
W |
X |
Y |
Z |
?
 
Sa |
Sb |
Sc |
Sd |
Se |
Sf |
Sg |
Sh |
Si |
Sj |
Sk |
Sl |
Sm |
Sn |
So |
Sp |
Sq |
Sr |
Ss |
St |
Su |
Sv |
Sw |
Sy |
Sz
 
Saa |
Sab |
Sac |
Sad |
Sae |
Saf |
Sag |
Sah |
Sai |
Saj |
Sak |
Sal |
Sam |
San |
Sao |
Sap |
Saq |
Sar |
Sas |
Sat |
Sau |
Sav |
Saw |
Sax |
Say |
Saz
 
Sana |
Sanb |
Sanc |
Sand |
Sane |
Sanf |
Sang |
Sanh |
Sani |
Sanj |
Sank |
Sanl |
Sanm |
Sann |
Sano |
Sanp |
Sanq |
Sanr |
Sans |
Sant |
Sanu |
Sanv |
Sanw |
Sany |
Sanz
Die Liste der Biografien führt alle Personen auf, die in der deutschsprachigen Wikipedia einen Artikel haben. Dieses ist eine Teilliste mit 18 Einträgen von Personen, deren Namen mit den Buchstaben „Sanb“ beginnt.

## Sanb

### Sanba
- Sanbajew, Satimschan (1939–2013), kasachischer Schriftsteller und Schauspieler
- Sanballat, Statthalter der persischen Provinz Samaria
- Sanballat III. († 332 v. Chr.), Satrap von Samarien
- Sanbar, Elias (* 1947), palästinensischer Politiker, Publizist und Übersetzer
- Sanbar, Moshe (1926–2012), ungarisch-israelischer Ökonom, Gouverneur der Israelischen Zentralbank

### Sanbe
- Sanberk, Özdem (* 1938), türkischer Diplomat

### Sanbo
- Sanborn, Alden (1899–1991), US-amerikanischer Ruderer
- Sanborn, Colin Campbell (1897–1962), US-amerikanischer Offizier, Präparator, Kurator und Naturforscher
- Sanborn, David (1945–2024), US-amerikanischer SaxophonistDavid Sanborn (1945–2024)

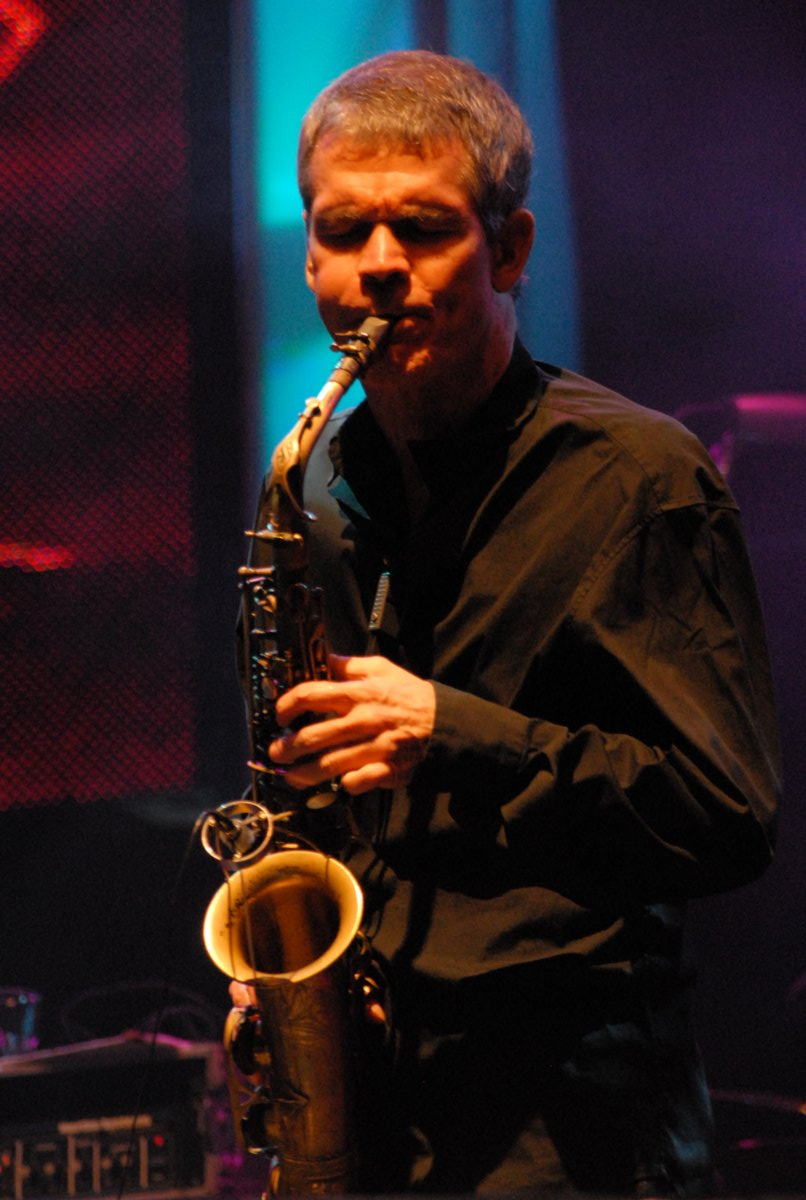
David Sanborn (1945–2024)

- Sanborn, Donald J., sedisvakantistischer katholischer Bischof
- Sanborn, Jack (* 2000), US-amerikanischer American-Football-Spieler
- Sanborn, Jim (* 1945), US-amerikanischer Bildhauer
- Sanborn, John (* 1954), US-amerikanischer Videokünstler
- Sanborn, John C. (1887–1968), US-amerikanischer Politiker
- Sanborn, Kate (1839–1917), US-amerikanische Autorin, Lehrerin, Dozentin und Vortragsrednerin
- Sanborn, Kate Emery (* 1860), US-amerikanische Bibliothekarin
- Sanborn, Richard D. (1936–1989), amerikanischer Eisenbahnmanager
- Sanborn, Ryne (* 1989), US-amerikanischer ehemaliger Schauspieler